# Buxus pubescens
Buxus pubescens är en buxbomsväxtart som beskrevs av Jesse More Greenman. Buxus pubescens ingår i släktet buxbomar, och familjen buxbomsväxter. Inga underarter finns listade i Catalogue of Life.